# Union Springs (Nova York)
Union Springs és una població dels Estats Units a l'estat de Nova York. Segons el cens del 2000 tenia 1.074 habitants.

## Demografia
Segons el cens del 2000, Union Springs tenia 1.074 habitants, 429 habitatges, i 293 famílies. La densitat de població era de 230,4 habitants per km².
Dels 429 habitatges en un 30,8% hi vivien nens de menys de 18 anys, en un 57,1% hi vivien parelles casades, en un 7,7% dones solteres, i en un 31,5% no eren unitats familiars. En el 25,9% dels habitatges hi vivien persones soles el 14,2% de les quals corresponia a persones de 65 anys o més que vivien soles. El nombre mitjà de persones vivint en cada habitatge era de 2,5 i el nombre mitjà de persones que vivien en cada família era de 3,02.
Per edats la població es repartia de la següent manera: un 26% tenia menys de 18 anys, un 5,8% entre 18 i 24, un 26,7% entre 25 i 44, un 24,3% de 45 a 60 i un 17,2% 65 anys o més.
L'edat mediana era de 40 anys. Per cada 100 dones de 18 o més anys hi havia 94,9 homes.
La renda mediana per habitatge era de 42.778 $ i la renda mediana per família de 49.667 $. Els homes tenien una renda mediana de 31.917 $ mentre que les dones 23.750 $. La renda per capita de la població era de 18.783 $. Entorn del 5,2% de les famílies i el 6,8% de la població estaven per davall del llindar de pobresa.